# Bibianus von Saintes

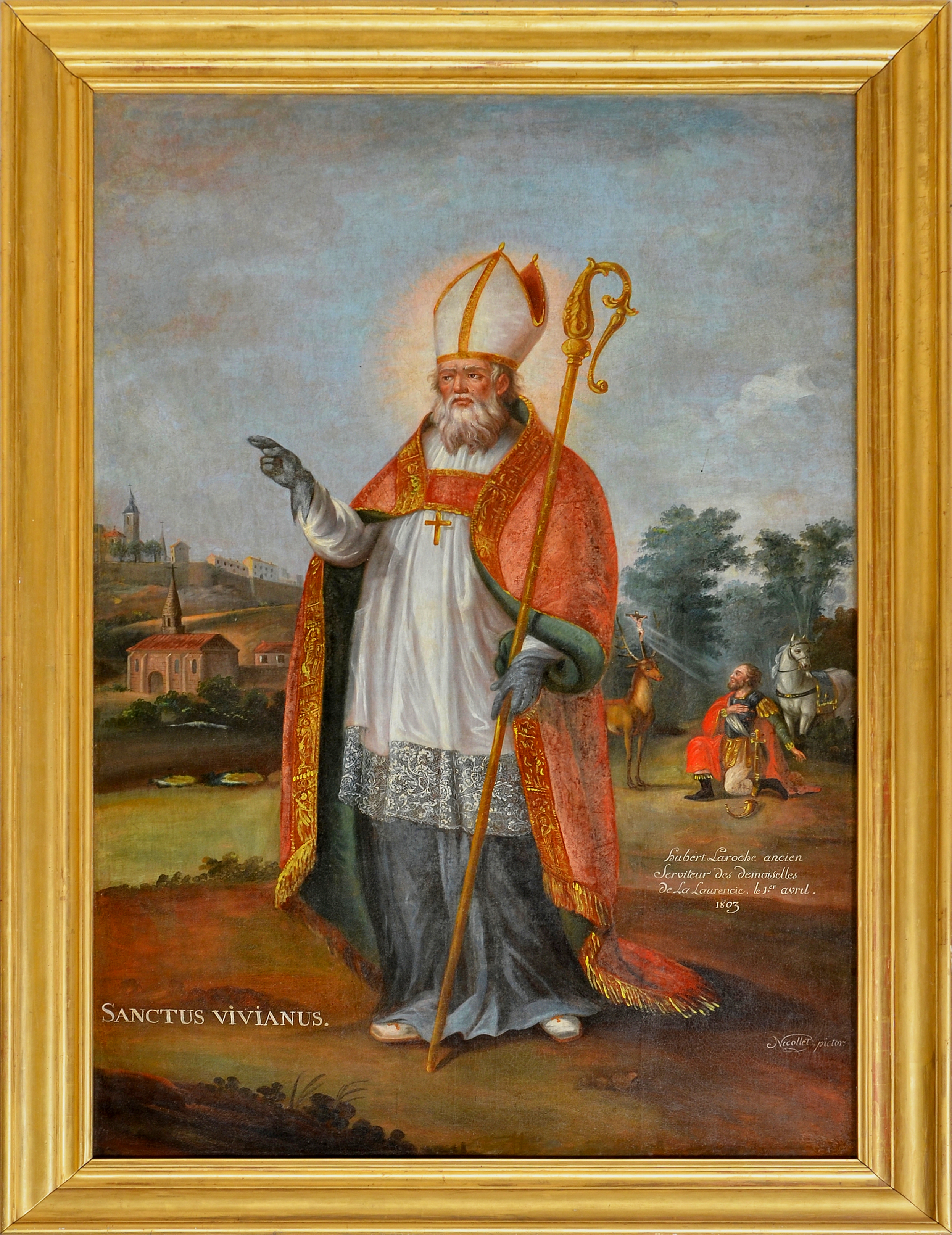
Hl. Vivianus (1803)

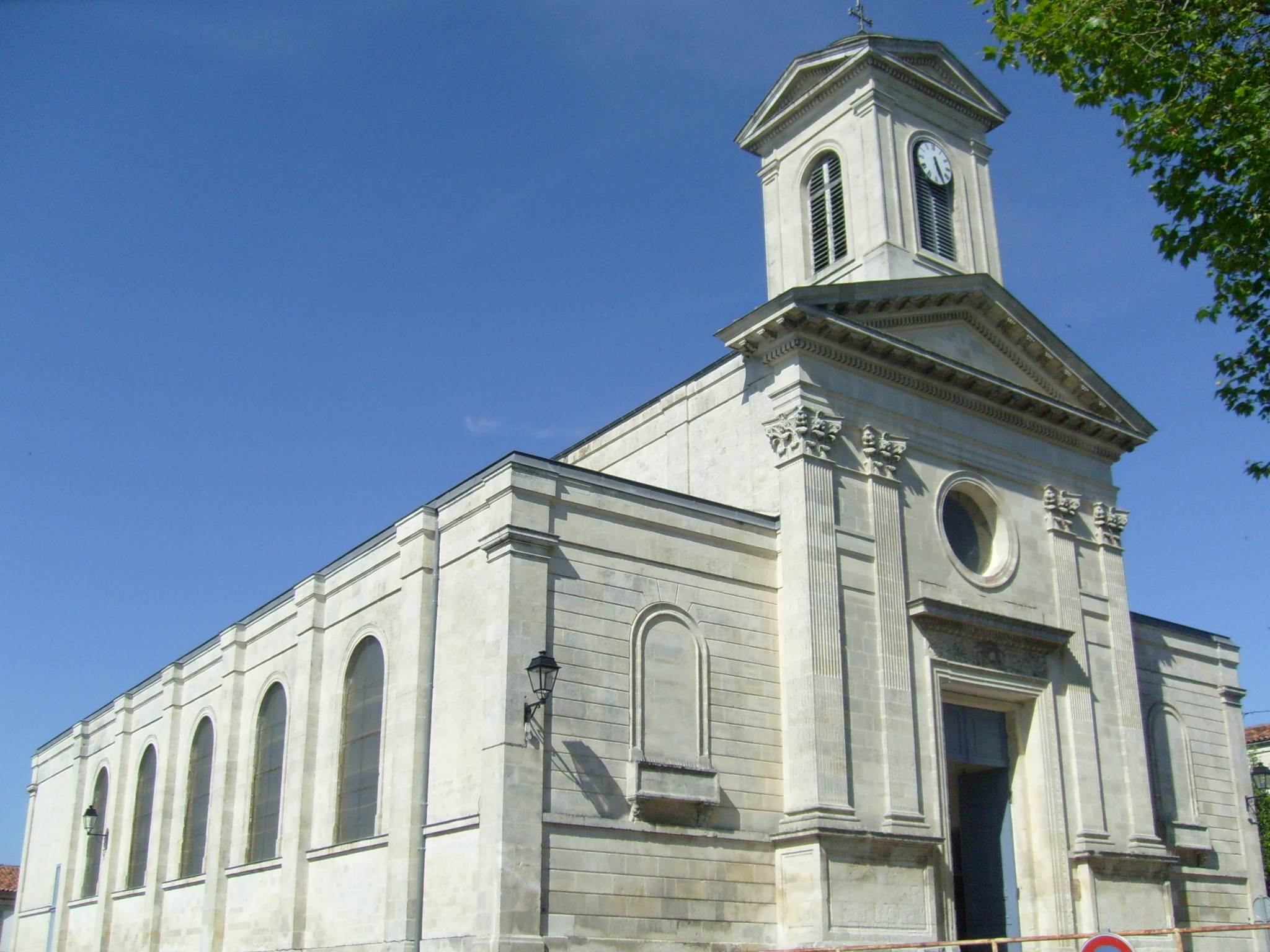
Die Kirche Saint-Vivien in Saintes wurde im 19. Jh. angeblich über dem – verschollenen – Grab des Heiligen errichtet.

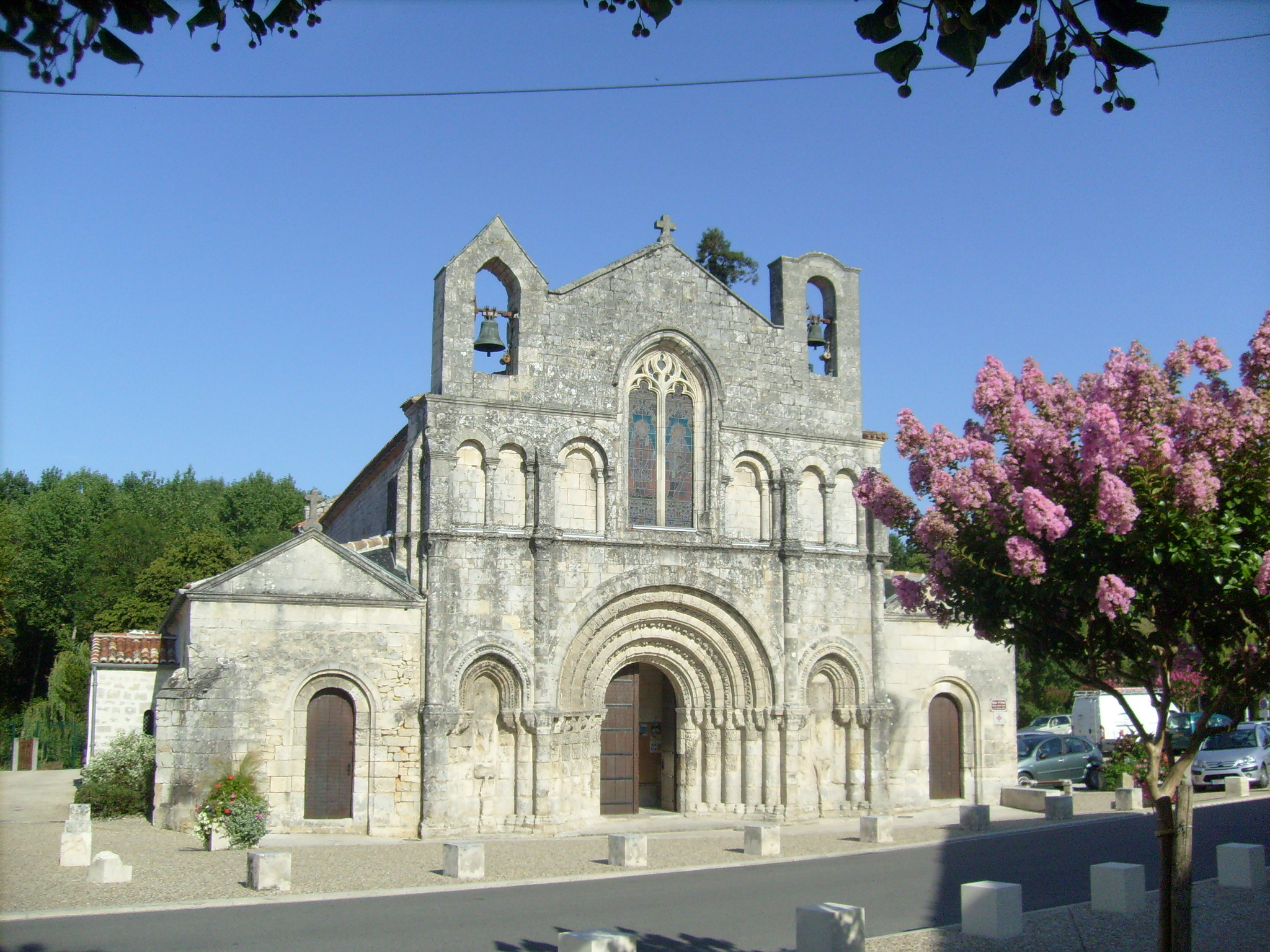
Kirche Saint-Vivien, Pons (12./15. Jh.)

Bibianus von Saintes (französisch Saint Vivien; lateinisch Vivianus; * unklar; † 5. Jahrhundert) war im 5. Jahrhundert Bischof von Saintes in Aquitanien; sein Gedenktag ist der 28. August.

## Überlieferung
Bibianus stammte der Überlieferung nach aus einer wohlhabenden, vielleicht sogar königlichen Familie. Sein Vater war Heide, seine Mutter (Maurela oder Maurelia) hatte jedoch den christlichen Glauben angenommen. Bischof Ambrosius von Saintes war sein Lehrer; nach Abschluss seiner Ausbildung wurde er von diesem auch zum Priester geweiht. Nach dessen Tod folgte ihm Bibianus im Bischofsamt nach.
In dieser Funktion reiste er zum – dem Arianismus anhängenden – westgotischen König Theoderich auf die Iberische Halbinsel und erreichte dort die Freilassung der von diesem gefangengenommenen trinitarischen Christen.
Weiterhin ist überliefert, dass der Bischof während des Besuchs eines orientalischen Kaufmannes aus der Nase zu bluten begann. Der Kaufmann fing das Blut des bereits zu seinen Lebzeiten als heilig verehrten Mannes in einem Fläschchen auf, das er mit in seine Heimat (Konstantinopel ?) zurückbrachte, woraufhin dort viele Besessene von ihren Dämonen befreit wurden.
Sein Sterbejahr wird manchmal mit 460, manchmal aber auch mit 490 angegeben.

## Verehrung
Mehrere Kirchen – vor allem im Südwesten Frankreichs – sind dem hl. Bibianus (Saint-Vivien) geweiht. Der männliche Vorname „Vivien“ ist selten geworden.

## Darstellung
Hochmittelalterliche Darstellungen des Heiligen sind unbekannt; seit dem Spätmittelalter wurde er nur selten und dann meist im Bischofsornat (Stab, Mitra) dargestellt.